# Chlamydera
Chlamydera is een geslacht van zangvogels uit de familie prieelvogels (Ptilonorhynchidae).

## Soorten
Het geslacht kent de volgende soorten:
- Chlamydera cerviniventris – Okerbuikprieelvogel
- Chlamydera guttata – Gevlekte prieelvogel
- Chlamydera lauterbachi – Lauterbachs prieelvogel
- Chlamydera maculata – Grijsnekprieelvogel
- Chlamydera nuchalis – Grijze prieelvogel